# Estrímero da Sérvia
Estrímero ou Estrímiro (em grego: Στροΐμηρος; romaniz.: Stroímeros; em sérvio: Стројимир; romaniz.: Strojimir) foi co-governante do Principado da Sérvia com seus irmãos Mutímero e Ginico, de ca. 851 até sua deposição com Ginico na década de 880 depois de um golpe mal-sucedido contra Mutímero.

## Vida

Árvore genealógica da Casa de Blastímero

Ele era filho de Blastímero e irmão mais novo de Mutímero e mais velho de Ginico. Casou-se em data desconhecida e teve um filho chamado Clonímero. Após a morte de seu pai, governou a Sérvia junto com seus irmãos. Aparece pela primeira vez nos anos 860, quando derrotou com Ginico e Mutímero a invasão do cã Bóris I (r. 852–889). Na ocasião, Vladimir, filho de Bóris, foi preso junto com 12 grandes boilados (altos dignitários) e Brano e Estêvão, filhos de Mutímero, foram oferecidos como reféns para garantir passagem segura aos búlgaros à fronteira da Ráscia; parece que Mutímero e Bóris trocaram presentes e seus filhos e então concluíram tratado de paz. Um conflito interno entre os irmãos fez com que Mutímero banisse seus irmãos à corte búlgara; Estrímero foi seguido por Clonímero. A origem dessa disputa é desconhecido, embora é sugerido que foi resultado de uma traição.

## Selo
Em 11 de julho de 2006, o governo sérvio comprou selo de estilo bizantino em ouro sólido pesando 15,64 gramas, provavelmente pertencente a Estrímero, num leilão em Munique. Foi presumivelmente feito fora do Império Bizantino, e tinha uma inscrição grega (KE BOIΘ CTPOHMIP, "Deus Ajude Estrímero"), e uma cruz patriarcal no centro. Pode provavelmente datar da segunda metade do século IX, entre 855/56 e 896, que Clonímero tentou tomar o trono sérvio.